# 本多知惠子
本多知惠子（日语：／ Honda Chieko，1963年3月28日—2013年2月18日），日本女性配音員、演員、旁白。出身於長野縣。身高144cm。A型血。
長野市立皋月高等學校（今長野市立長野高等學校）畢業，東京俳優生活協同組合（簡稱俳協）附設培訓學校第11期出身。
出道以來所屬的經紀公司有：俳協→（自由身）→Max Mix→（自由身），最終所屬青二Production。

## 生平
1963年3月28日，本多知惠子在東京都出生。她是家中的獨生女。其名字是由爺爺所命名。出生之後到幼稚園一直住在東京。然後在幼稚園即將畢業、要上小學的時候搬到埼玉縣川越市。小學5年級，父母離婚之後，與母親搬回長野老家，從此在長野定居成長。國中時期，加入過軟式網球部社和合唱團，在學期間有看過《海王子》和《機動戰士鋼彈》的電視動畫，不過並未想過要當配音員。
高中時期，本多將來希望從事新聞工作者，由於她被生下來的時候即為早產兒，和有先天性哮喘及單親家庭等因素被母親反對，因此有逃學的經歷。後來同學給她振作和鼓勵，高中3年級參加校祭舞台音樂演劇《11隻貓》時，對演戲產生興趣，決定以演員為目標。再加上當時看了（再放送）電視動畫《明日之丈》、以及得知深夜電台節目的盛行才終於決定要當配音員。
高中畢業之後，本多於1981年進入Theatre Echo附屬養成所和東京俳優生活協同組合（以下簡稱俳協）附設培訓學校接受新人考試，結果及格成為俳協第11期學生。之後她從長野來到東京，從此過著白天在銀座的啤酒館當服務生，晚上學習演技的日子。此外，與本多同期進入俳協附設培訓學校的有室井深雪等人。
1983年3月，本多的演技在養成所舉辦的畢業公演中獲得肯定，正式成為俳協所屬。同年以電視動畫《無敵三四郎》（飾演素形真知子一角）成為她的配音出道作。
1984年電視動畫《重戰機L-Gaim》為女主角芳涅莉亞·阿姆獻聲，受到動畫迷的矚目及歡迎，成為自己公認的代表作。並在1986年電視動畫《機動戰士鋼彈ZZ》飾演要角艾露比·普露又獲得動畫最優秀獎女性角色部門和日本動畫大獎女性角色部門的獎項，成為當代的人氣配音員之一。1987年的OVA動畫《elf17》第一次被提拔擔任主角。
之後在1988年至1989年間，本多確定自己的能力有所成長，決定從俳協離所，其後近20年完全以自由身持續參與。直到2008年2月進入Max Mix。2010年5月，本多再度成為自由身。2012年11月1日，加入青二Production。
2013年2月18日因癌症去世，享年49歲。同月21日舉辦告別式，依照本人遺囑只有近親參加，翌日22日晚上才由所屬的經紀公司在官方網站發佈她的死訊。
逝後，其照片和所聲演的動畫角色在2017年2月1日被TBS綜藝節目《水曜日的DOWNTOWN》以「1人飾演最多的角色」為主題作介紹。

### 配音事業外的活動
本多成為配音員的出道時期，也以舞台演員身份參加俳協養成所所屬講師、演出家手塚敏夫所主導的劇團「-劇舎（SHIBUYA）-燐」的舞台表演活動。但後來在無法跟配音事業同時兼顧之下，1986年至1987年的時候放棄演劇活動。從此以後，本多專心於配音工作。
本多於1987年4月曾跟音樂人宮原學、創作歌手出口雅之共3人一起主持FM東京電台節目《分ト》。2009年1月至3月又主持過全13回的網路電台節目《？-a' la carte For you -》。

#### 音樂活動
本多除了從事配音之外，也有以歌手身分活動，除了演唱動畫歌曲外，還曾經以個人名義在1990年、1991年、1996年發行CD。她擅長演奏的樂器有電子琴和吉他，同時還負責過歌曲的作詞、作曲。
1986年至1988年，本多跟當時一起在電視動畫《昭和笨蛋小說搞笑第1名！》（1985年播出）參演的同行井上和彥、小杉十郎太及荒川美奈子共4人組成「CHOKI!!」舉辦演唱會。接著在1987年至1990年的OVA系列《GALL FORCE》與該動畫的參演成員參加過錄影帶主題歌銷售的相關活動等等。1993年，本多與經年交往的同行松井菜櫻子、川村萬梨阿組成3人聲優組合「The Ripple」，進行錄影帶主題歌拍攝、廣播宣傳、演唱會等期間限定活動。
1998年，本多為紀念自己出道15週年，與同步出道的川村萬梨阿一起舉辦「MARIA&CHIEKO ANIMATION HIT PARADE」紀念演唱會。
2009年，於出道25週年又再度與川村搭檔舉辦「MARIA&CHIEKO ANIMATION HIT PARADE'09 〈RETURNS〉」紀念演唱會。同年就任數位藝術東京專門學校聲優學科講師。

### 人物像
個性開朗，會模仿藝人表演。曾被業界評判是一位美人。於參演《重戰機L-Gaim》期間，為了防止總導演富野由悠季性騷擾得逞，曾經向同行井上瑤請教自我防衛的方法。還有，本多自從進入配音業界以來，其聲演的角色《重戰機L-Gaim》中的芳捺利亞·阿姆、《機動戰士鋼彈ZZ》中的艾露比·普露、《彗星公主》中的流星等角色多次受到動畫迷的特別愛戴。
由於本多身型嬌小，只有144cm，因此在參演動畫《重戰機L-Gaim》與川村萬梨阿第一次見面時，2人的身高也有所差異。還有，拍攝《魔法陣都市》的真人時代劇便需要用到矮凳。
1988年取得汽車駕照之後，添加了開車的興趣。由於個子嬌小，因此開車在路上的時候，對向車的駕駛沒辦法看到她人在車內，結果就被好友形容宛如無人駕駛的伙計一般，而本多偶爾會自稱自己是「霹靂遊俠知惠子」、「配音界的一寸法師」或者是「拇指公主」，並把這些當作虐捏他的題材。還有三矢雄二說本多是可以單手抱她整個人的配音員。
興趣有閱讀、說瑞典語、打電腦、玩線上遊戲、電影鑑賞、中期國債基金管理。擅長運動有打桌球和滑雪。特長是編舞，因此她在聲優組合「CHOKI!!」和「The Ripple」時期曾經兼任編舞指導，同樣的工作包含在參演電視動畫或OVA配音時也有擔任過。
前往錄音室參加錄音時因為經常遲到，因此被同行松井菜櫻子、川村萬梨阿取了個「本多遲惠子」的渾名。但是後來松井與川村也經常遲到，結果與本多3人一起被取了一個外號叫「遲到的三大女王」。
從配音界出道以來受訪時被問到，稱自己是田原俊彥的粉絲，並說夢想是有朝一日實現和田原2人一起共演。另外還曾經公開自己是少年隊的粉絲。並收藏了自己最喜歡的一首歌曲「KEEP UP YOUR WAY」，而要重新進行填詞之前，已經有事先得到原唱者的許可。在那之後，本多稱自己也是SMAP的粉絲，而且每年都會去聽他們演唱會。
還有，本多她的名字經常被動畫工作人員的字幕誤記成「本田」「智惠子」「千惠子」。另外在漫畫《幸運女神》中，有出現和本多她的名字同音的角色，叫「本田智惠子」，這是因為原作者藤島康介是本多的聲迷，所以藤島才會將她的名字直接拿來當捏他使用。而基於這個緣分，在同名作品的企畫CD《幸運女神 特典王》裡，由本多為該角色配音。而且還編了由她演唱的角色歌曲「不要隨便用別人的名字唷」。還有，本多收到粉絲來信看到收件人名字寫成「本多知 惠子」。有一次在粉絲向書籍記載的專訪時被問到「如果被問到藝名的時候怎麼回答？」，本人回覆「我叫『本多知 惠子』」。

### 特色
本多從1980年前半開始在配音業界活躍。擅長演繹充滿活力的少女，亦配過混混與母親的角色。另外，本多在《魔法使莎莉 (1989年版)》中第一次飾演少年角色。1991年發行的遊戲《淑女魅影》第一次為遊戲主角獻聲。
1992年2月播出的《花的魔法使瑪麗貝爾》中的瑪麗蓓爾·馮·戴卡瑟是本多第一次在電視動畫系列飾演主角，並擔任過劇場版動畫主題歌的主唱。
其個人的音質與莊真由美、西村千奈美、麻見順子相似。

#### 和莊真由美聲音的相似性
本多其演出活力少女時的聲音，經常被說和年輕時候的莊真由美很像。1991年4月，本多在動畫《奇天烈大百科》繼承休業的莊真由美擔任美美〈野野花美代子〉的配音之後，據說連每週收看該動畫的原作者藤子·F·不二雄也說自己沒有察覺出美美的配音員早已換人。直到1996年6月底完結擔任長達5年。
此外，本多和莊真由美2人一起在日清的Chikin Ramen廣告短片中，飾演一對外國少女姊妹，由莊演姊姊、本多演妹妹（相反的是莊真由美的年齡比本多小2歳）。

## 繼任
本多逝世後，以下人員接替了這些角色：
- 桑谷夏子－《勇者特急隊》：胡蝶（超級機器人大戰V）
- 高岡香（日语：高岡香）－《靈異教師神眉》：葉月東名[注 1]
- 西村千奈美－《Landreaall（日语：Landreaall）》：五十四[注 2]
- 本多陽子－《機動戰士鋼彈ZZ》：艾露比·普露（日语：プルシリーズ）、普露茲（《鋼彈場模最前線（日语：ガンダムジオラマフロント）》以降的各種遊戲[50][51]）
- 荒川美奈子－《麵包超人》：冰柱妹妹
- 川澄綾子－《夏目友人帳》：笹後、《麵包超人》:
- 天宮雅－《冥王計劃傑歐萊馬》：冰室美久（機動戰隊[52]）
- 行成桃姬（日语：行成とあ）－《EVE rebirth terror》：桂木彌生

另外除了上面記述配音員繼任的角色之外，「超級機器人大戰系列」登場的艾露比·普露與普露茲、《重戰機L-Gaim》的芳捺利亞·阿姆照樣使用本多生前錄製的音源。

## 演出
粗體字表示主要角色。

### 電視動畫
1983年
- 無敵三四郎（素形真知子）
- 美雪、美雪（巫女）

1984年
- 重戰機艾爾鋼（芬涅莉亞·阿姆）
- Taotao繪本館 世界動物物語（日语：タオタオ絵本館）（艾爾）

1985年
- 昭和笨蛋小說搞笑第1名！（日语：昭和アホ草紙あかぬけ一番!）（一之瀨雪華）
- 莎拉公主（少女〈安妮〉）

1986年
- 機動戰士鋼彈ZZ（艾露比·普露（日语：プルシリーズ）、普露茲[53]）
- 加油！吉塔斯（大地步）
- 青春動畫全集（日语：青春アニメ全集）（笠井良子）
- 楓葉鎮物語（瑪莉、羅拉）
- 褞袍超人（由香里）
- 七龍珠（被烏龍襲擊的村莊女子）
- 天威勇士 克羅諾斯的大逆襲（女戰士奇娜）
- Oh！Family（日语：Oh!ファミリー）（瑪莉可）
- Bosco Adventure（日语：ボスコアドベンチャー）（拉比尼、艾萊格瑪）

1987年
- 橙路（春日久留美[54]）
- 淑女小琳（日语：レディ!!#レディレディ!!）（1987年—1988年，莎拉·羅素[55]）
- 星戰英豪（日语：赤い光弾ジリオン）（艾咪·哈瑞森、歐帕歐帕[56]）
- SLIPPY DANDY（日语：SLIPPY DANDY）（奧黛莉）[57]
- 格林名作劇場（葛麗特）
- 之後頓珍漢（日语：ついでにとんちんかん）（部活活子）
- 聖魔大戰（的助、梅迦羅魔Λ）
- 莫克和甜甜（莎拉）

1988年
- 燃燒吧！哥哥（國寶雪繪）
- 鐵拳小子（日语：鉄拳チンミ）（楊）
- 鬥將!! 拉麵男（羽薔薇）
- 甜蜜小天使 (1988年版)（竹野月子）
- 妙手小廚師（珉珉）

1989年
- 魔法使莎莉 (1989年版)（阿武[58]）
- 偶像英里子傳說（瀨山麻美、北原裕華、鐵柳黑子、冬實、普拉姆、純、莉塔、梅克、受理人員、廣播、廣播、女子社員）
- 獸神萊卡（神代）
- 超時空遊俠（塔尼亞）
- 天空戰記（雷比）
- 新格林名著劇場（魔女）
- 昆蟲物語 孤兒哈奇 (重製版)（徹）
- 少棒小魔投（コンパニオノ）

1990年
- 江戶之子男孩 理解太助（日语：江戸っ子ボーイ がってん太助）[注 3]
- 羅賓漢大冒險（克麗奧）
- 神通小精靈（江戶城千鶴[59]）
- NG騎士檸檬汽水&40（女忍者、琳）
- 功夫貓黨（阿鐮、老爹辣妹3號）
- 偶像天使陽子（花梨、鐵柳黑子）
- 魔法天使甜蜜薄荷（莎拉、水手、薇奧麗特）

1991年
- 奇天烈大百科（美美〈野野花美代子／第2代〉、小美代〈第2代〉）
- 意甲小旋風（日语：燃えろ!トップストライカー）（卡特琳）
- 哆啦A夢 (大山羨代版)
- 校園七大不可思議神秘事件（日语：ハイスクールミステリー学園七不思議）（月影明子、土田崇子、山岡孝美）
- 魔法公主 明琪桃子 擁抱夢想（日语：魔法のプリンセス ミンキーモモ）（莉比薩公主、小茜、芙蘿拉、人魚）
- 丸出日太夫（夢代〈少女時期〉、夢子、偶像里江）
- 美食小專家（日语：OH!MYコンブ）
- 麵包超人（フルフル）[注 4]

1992年
- 花的魔法使瑪麗貝爾（瑪麗蓓爾·馮·戴卡瑟[60]）
- 蕃茄十勇士（蝴蝶）
- 幻影真帆（日语：まぼちゃん旅行記）（小椿）
- 夢幻冒險 長靴貓的冒險（薩拉公主、梅露莎、阿爾道納、薩布里娜公主、賣火柴的少女、康斯坦斯）
- 宇宙騎士BLADE（葛洛里雅）
- 麵包超人（冰柱妹妹〈初代〉）
- 幽☆遊☆白書（美佐子）

1993年
- 家有賤狗（犬神沙也加[61]）
- 勇者特急隊（內藤倫娜〈胡蝶〉）
- 小小男子漢（石田原美）
- 麵包超人（魔女瑪格〈初代〉）

1994年
- 超變身俏妞（日语：超くせになりそう）（363人）
- 小紅帽恰恰（瑪雅裘老師、史帕蒂亞）
- 美少女戰士S（天露露）
- 白雪姬傳說（日语：白雪姫の伝説）（凱西）

1995年
- 愛天使傳說（雜音）
- 守護天使莉莉佳（君塚老師）

1996年
- 機動新世紀鋼彈X（艾尼爾·依露）
- 奧運高手（岬繪莉）
- 靈異教師神眉 (1996年版)（葉月東名）
- 浪客劍心 (1996年版)（新井梓）
- 蒙面俠蘇洛傳（珀皮塔）
- 水色時代（保健室老師）

1997年
- 少女革命歐蒂娜（薰梢）
- 名偵探柯南（佐山明子）
- 烈火之炎（命）

1998年
- 秋葉原電腦組（豪德寺純）
- 魔法陣都市（闇雲那魅）
- SHADOW SKILL -影技-（法伊蘇）

1999年
- 網路安琪兒（佐山麻奈美）
- 仙魔大戰2000（日语：ビックリマン2000）（滿點才如）
- 徽章戰士（紅翼）

2000年
- 網路安琪兒 (第2期)（佐山麻奈美）
- 無敵王Trizenon（日语：無敵王トライゼノン）

2001年
- 彗星公主（流星）
- 神鵰俠侶（完顏萍[62]）
- 戀愛占卜師（黑澤梓／闇之巫女）
- PROJECT ARMS（畢伊）

2002年
- 尋找滿月（梅洛蔻·由依）
- 名偵探柯南（井坂茜）

2003年
- 真珠美人魚（悠莉）
- 名偵探柯南（女性廣播）

2004年
- Grenadier ～微笑的閃士～（天子）
- 御行者 AMDRIVER（日语：Get Ride! アムドライバー）（瑪莉·法斯提亞）
- 真珠美人魚Pure（悠莉）

2005年
- TSUBASA翼（千歳）
- ToHeart2（柚原春夏）
- 名偵探柯南（芙紗惠·康貝爾·木之下〈幼少時期〉）

2006年
- 幸運女神 各自的羽翼（本田智惠子）
- TSUBASA翼 (第2期)（千歳）
- 怪醫黑傑克（羅咪）
- 怪傑佐羅利（辛蒂瑞拉〈灰姑娘〉的姊姊B）

2007年
- 神奇寶貝鑽石&珍珠（菜種）

2008年
- 家庭教師HITMAN REBORN！（愛麗絲·赫本）
- SOUL EATER（瑪莉·穆尼亞）
- 夏目友人帳（笹後〈初代〉）
- 十字架與吸血鬼 CAPU2（黑乃揚羽）

2009年
- 哆啦A夢 (水田山葵版)（護士、海野）
- 元氣媽媽（的媽媽）
- 魯邦三世VS名偵探柯南（受理女性）

2010年
- 哆啦A夢 (水田山葵版)（可疑女性、小男孩的母親）

2011年
- 哆啦A夢 (水田山葵版)（男子）

2012年
- 哆啦A夢 (水田山葵版)（美麗女性）
- 夏目友人帳 肆（笹後〈初代〉）

### 電影動畫
1988年
- 機動戰士SD鋼彈（日语：機動戦士SDガンダム）（艾露比·普露）
- 劇場版 淑女小琳!!（日语：レディ!!#レディレディ!!）（莎拉·羅素）
- 橙路：但願回到過去（春日久留美）

1989年
- 機動戰士SD鋼彈：逆襲狂風暴雨的學園祭（切）

1990年
- 劇場版 本氣！（日语：本気!#映画版）（本城久美子）
- 劇場版 魔法使莎莉（阿武）

1991年
- 魔法陣都市 THE MOTION PICTURE（闇雲那魅）
- 劇場版 神通小精靈（日语：まじかる☆タルるートくん (1991年の映画)）（江戶城千鶴）

1992年
- 花的魔法使瑪麗貝爾：鳳凰的鑰匙（瑪麗蓓爾·馮·戴卡瑟）
- 魔法陣都市2 THE MOTION PICTURE（闇雲那魅）
- （法蘭契斯卡）

1994年
- 家有賤狗：原始家有賤狗（犬神沙也加[63]）

1996年
- 新橙路：接著，那個夏天的開始（春日久留美）

1999年
- 少女革命：思春期默示錄（薰梢）
- 秋葉原電腦組：2011年的暑假（豪德寺純）

2003年
- 烏龍派出所 THE MOVIE2 UFO大逆襲！龍捲風大作戰!!（凱西[64]）

2010年
- 名偵探柯南：天空的遇難船（太田千秋）

### OVA
1985年
- 乳霜檸檬 PART10 STAR TRAP（蘭）[注 5]
- GREED（日语：GREED）
- （姬野由魔）[注 5]

1986年
- 乳霜檸檬 PART14 那須爭奪（窗際那須）[注 5]

1987年
- elf17（日语：エルフ・17）（露）
- GALL FORCE 2 DESTRUCTION（日语：ガルフォース）（艾咪）
- 真魔神傳 Battle Royal High School（日语：魔神伝）（小山惠）
- Dead Heat（日语：デッドヒート (OVA)）（薰）
- White Shadow（麻美）[注 5]
- （岡本留理、齊藤古奈美）[注 5]

1988年
- GALL FORCE 3 STARDUST WAR（日语：ガルフォース）（艾咪）
- TEN LITTLE GALL FORCE（日语：ガルフォース）（艾咪）
- 暴力傑克 地獄街（日语：バイオレンスジャック#バイオレンスジャック 地獄街）（湯姆·坎特）
- 冥王計劃傑歐萊馬（冰室美久）
- 龍世紀（日语：竜世紀）（露里西亞）
- 瓦特·波與我們的物語（日语：ワット・ポーとぼくらのお話）（布琳）

1989年
- 伊蘇（日语：イース (OVA)）（蕾亞）
- RHEA GALL FORCE（日语：ガルフォース）（米緹）
- GALL FORCE 地球章1（日语：ガルフォース）（米緹）
- 機動戰士SD鋼彈（日语：機動戦士SDガンダム）（艾露比·普露）
- （梅爾）[注 5]
- 橙路（春日久留美）
- 強殖裝甲加爾巴（多賀夏樹）
- 風魔小次郎（繪里奈）
- Riding Bean（日语：ガンスミスキャッツ#ライディングビーン）（雀爾喜）

1990年
- 1加2等於樂園（日语：1加2等於樂園）（中村梨花）
- GALL FORCE 地球章2（日语：ガルフォース）（米緹）
- GALL FORCE 地球章3（日语：ガルフォース）（米緹）
- 校內寫生（日语：校内写生）（高澤響子）
- THE八犬傳（大塚浜路〈初代〉）
- 花之飛鳥組！新歌舞伎町物語（日语：花のあすか組!#OVA1）（月影否樹）
- 魔物獵人妖子（小川千賀子）
- （智美）[注 5]
- 彌諾陶洛斯之盤（日语：ミノタウロスの皿）（米諾雅）
- 青春狂想曲（日语：八神くんの家庭の事情）（八神野美）

1991年
- 夢回綠園（五十嵐巳夜）
- JINGI 仁義（日语：JINGI 仁義）（愛子）
- 超人洛克 新世界戰隊（日语：超人ロック）（尼亞）
- 星屑樂園（日语：星くずパラダイス）（美浦千里）
- 魍魎戰記MADARA（日语：魍魎戦記MADARA）（麒麟）

1992年
- 伊蘇II 天空的神殿（蕾亞）
- 魔物獵人妖子2（小川千賀子）
- 究極SEX（由香里）
- 亂跑大戰！基因組獎盃（日语：スクランブル・ウォーズ 突走れ!ゲノムトロフィーラリー）（米緹）

1993年
- 砂之薔薇 雪地默示錄（日语：砂の薔薇）（艾琳）
- 夢回綠園（五十嵐巳夜[104]）
- 魔物獵人妖子3（小川千賀子）
- 魔物獵人妖子 Super Music Clip（小川千賀子）

1994年
- 宇宙騎士 騎格武士利刃 II（／）
- 電腦少女Compiler（日语：Compiler）（普拉茲瑪）
- 魔物獵人妖子5 光陰霸王之亂（小川千賀子）

1995年
- 小紅帽恰恰（瑪雅裘老師）
- 下級生 MY PRETTY CLASS STUDENT（冬木蕾）
- 魔物獵人妖子²（小川千賀子）

1996年
- 機動戰士鋼彈 第08MS小隊（辛西雃）
- Legend of Crystania（日语：クリスタニア）

2003年
- 高橋留美子劇場 人魚之森（雪枝）

2009年
- ToHeart2 adplus（柚原春夏）

2010年
- ToHeart2 adnext（柚原春夏）

2012年
- ToHeart2 迷宮旅人（日语：ToHeart2 ダンジョントラベラーズ）（柚原春夏）
- 浪客劍心 新京都篇（新井梓）

### 網路動畫
2008年
- 企鵝美眉♥心（瑪麗安娜）

### 遊戲
2013年以降的所有作品都使用生前錄製的語音存檔演出。
1990年
- （旁白）

1991年
- 淑女魅影（日语：レディファントム）（珍妮佛·薛基斯）
- （奈洛斯、倫帕、薩巴那、勞爾）
- 雀偵物語2 宇宙偵探帝邦（中將軍）
- 測驗大人的野望（日语：クイズ殿様の野望）（
- 魔法陣都市（闇雲那魅）[65]

1992年
- 法吉亞斯邪皇帝（日语：ファージアスの邪皇帝）（艾提瑪）[66]
- 超時空要塞 永遠的情歌（瑞特拉黛·艾蓮諦爾）
- Lime（亞美）

1993年
- 魔物獵人妖子 ～來自魔界的轉學生～（小川千賀子、瑷咪）

1994年
- 女神天國（日语：女神天国）（波普[67]）
- 彌涅耳瓦公主（艾蘭·馬克尼爾、諾帝卡、教會比丘尼）[68]

1995年
- 魔法陣都市 Alice Liddell（闇雲那魅）[69]

1996年
- 第4次超級機器人大戰S（芬涅莉亞·阿姆、艾露比·普露、普露茲）
- （奇普[70]）
- 魔法陣都市 Alice Liddell（闇雲那魅）

1997年
- EVE burst error（日语：EVE burst error）（桂木彌生）
- 銀河少女傳說3 LIGHTNING ANGEL（日语：銀河お嬢様伝説ユナ）（天麗院·劉麗）
- The 保齡球之星（日语：ザ・スターボウリング）（本多知惠子本人）
- 靈異教師神眉（葉月東名）
- 超級機器人大戰F（芬涅莉亞·阿姆）

1998年
- EVE The Lost One（日语：EVE The Lost One）（桂木彌生）
- SD鋼彈 G世代（艾露比·普露、普露茲）
- GUN甘巴雷！遊戲天國（法蘭索娃絲·山田）
- 銀河少女傳說 FINAL EDITION（天麗院·劉麗）
- （薰梢）
- 超級機器人大戰F 完結篇（芬涅莉亞·阿姆、艾露比·普露、普露茲）
- 魔法陣都市 CASE TITANIC（闇雲那魅）
- 魔法陣都市 幻影的墮落天使（闇雲那魅）

1999年
- SD鋼彈 G世代-ZERO（艾露比·普露、普露茲）
- 超級機器人大戰完全版（艾露比·普露、普露茲）
- 感應少年EIJI（明日真惠美、有川真紀）

2000年
- 日昇英雄譚R（日语：サンライズ英雄譚）（芬涅莉亞·阿姆）
- EVE ZERO（日语：EVE ZERO）（桂木彌生）
- SD鋼彈 G世代-F（艾露比·普露、普露茲、艾尼爾·依露）
- 神來（霧葉）
- 超級機器人大戰α（艾露比·普露、普露茲）
- 新世代機器人戰記2（日语：ブレイブサーガ2）（內藤倫娜）

2001年
- SD鋼彈 G世代-F.I.F（艾露比·普露、普露茲、艾尼爾·依露）
- 超級機器人大戰α外傳（艾露比·普露、普露茲、艾尼爾·依露）

2002年
- SD鋼彈 G世代 NEO（艾露比·普露、普露茲）
- 機甲兵團J-PHOENIX Cobalt篇（日语：機甲兵団 J-PHOENIX）（誠·弗萊特、芙希雅·伊娃）
- 超級機器人大戰IMPACT（日语：スーパーロボット大戦IMPACT）（艾露比·普露、普露茲、女戰士姬那）

2003年
- 第2次超級機器人大戰α（艾露比·普露、普露茲）

2004年
- SD鋼彈 G世代 SEED（艾露比·普露、普露茲）
- 機甲兵團 J-PHOENIX2（芙希雅·伊娃）
- 機動戰士鋼彈 鋼彈vs.鋼彈（日语：機動戦士ガンダム ガンダムvs.Ζガンダム）（艾露比·普露、普露茲）
- 超級機器人大戰MX（艾露比·普露、普露茲、氷室美久）
- 超級機器人大戰GC（日语：スーパーロボット大戦GC）（芬涅莉亞·阿姆、艾露比·普露、普露茲）
- ToHeart2（柚原春夏）

2005年
- 哈利波特：火盃的考驗（花兒·戴樂古[71]）
- Another Century's Episode（芬涅莉亞·阿姆[72]）
- 第3次超級機器人大戰α 終焉之銀河（艾露比·普露、普露茲）

2006年
- EVE new generation（桂木彌生）
- SD鋼彈 G世代 PORTABLE（艾露比·普露、普露茲）
- 摔角天使 生存者（日语：レッスルエンジェルス）（小川光、八島靜香）

2007年
- SD鋼彈 G世代 SPIRITS（艾露比·普露、普露茲）
- 鋼彈無雙（艾露比·普露、普露茲）
- Another Century's Episode 2（芬涅莉亞·阿姆）

2008年
- 鋼彈激鬥宇宙（日语：ガンダムバトルユニバース）（艾露比·普露、普露茲）
- 鋼彈無雙2（艾露比·普露、普露茲）
- 機動戰士鋼彈 鋼彈 vs. 鋼彈（艾露比·普露）
- 超級機器人大戰A PORTABLE（艾露比·普露、普露茲）
- 超級機器人大戰Z（艾尼爾·依露）

2009年
- SD鋼彈 G世代 WARS（艾露比·普露、普露茲）
- 機動戰士鋼彈 鋼彈vs.鋼彈NEXT（日语：機動戦士ガンダム ガンダムVS.ガンダムNEXT）（艾露比·普露、普露茲）
- ToHeart2 PORTABLE（柚原春夏）

2010年
- VANQUISH（日语：VANQUISH）（艾蓮娜·歐娃諾瓦）
- 鋼彈突擊求生戰（日语：ガンダムアサルトサヴァイブ）（艾露比·普露、普露茲）
- 鋼彈無雙3（艾露比·普露、普露茲）
- 機動戰士鋼彈 極限vs.（日语：機動戦士ガンダム エクストリームバーサス）（艾露比·普露、普露茲）

2011年
- SD鋼彈 G世代 3D（艾露比·普露、普露茲）
- SD鋼彈 G世代 WORLD（艾露比·普露、普露茲、艾尼爾·依露）
- 機動戰士鋼彈 新基連的野望（日语：機動戦士ガンダム 新ギレンの野望）（艾露比·普露、普露茲）
- ToHeart2 迷宮旅人（日语：ToHeart2 ダンジョントラベラーズ）（柚原春夏）
- ToHeart2 DX PLUS（柚原春夏）

2012年
- SD鋼彈 G世代 OVER WORLD（艾露比·普露、普露茲、艾尼爾·依露）
- 機動戰士鋼彈 極限vs.火力全開（日语：機動戦士ガンダム エクストリームバーサス フルブースト）（普露茲）
- 第2次超級機器人大戰Z 再世篇（艾尼爾·依露）
- PACHISLOT ToHeart2（柚原春夏[73]）

2013年
- 真·鋼彈無雙（艾露比·普露、普露茲）
- 超級機器人大戰Operation Extend（芬涅莉亞·阿姆、艾露比·普露、普露茲）

2014年
- 機動戰士鋼彈 極限vs.全力爆發（日语：機動戦士ガンダム エクストリームバーサス マキシブースト）（艾露比·普露、普露茲）

2015年
- 機動戰士鋼彈 極限vs.FORCE（日语：機動戦士ガンダム エクストリームバーサス フォース）（艾露比·普露、普露茲）

2016年
- 機動戰士鋼彈 極限vs.全力爆發 ON（日语：機動戦士ガンダム エクストリームバーサス マキシブースト ON）（艾露比·普露、普露茲）
- 超級鋼彈大亂戰（艾露比·普露、普露茲）

2017年
- 超級機器人大戰V（艾露比·普露、普露茲）

2018年
- 超級機器人大戰X（艾露比·普露、普露茲）

2019年
- 超級機器人大戰T（艾露比·普露、普露茲）

### 外語配音

#### 電影
- 歡喜城（英语：City of Joy (film)）[2]
- Flying Doctor[2]
- 俠盜高飛（英语：Full Contact）（Mona）[2]
- 小鬼當家（Tracy McCallister〈Senta Moses Mikan〉）※影碟版。
- 終極尖兵（英语：The Last Boy Scout）（Darian Hallenbeck〈Danielle Harris〉）※影碟版。
- 蟻人（英语：Matinee (1993 film)）（Sandra〈Lisa Jakub〉）[2]
- 時空怪客（珍妮）

#### 電視影集
- 海灘遊俠（Charlie、Feather〈Monte Markham〉）[2]
- 六人行（凱蒂）[2]
- 武則天（賀蘭／蘭兒）[2]

### 特攝影集
1985年
- （[注 6]、的聲音、的聲音、法國娃娃的聲音）

### 廣播節目
- （主持人）[2]
- （主持人）[2]
- 熱血電波俱樂部（日语：熱血電波倶楽部） The Ripple的幕末之夜（主持人）[2]
- BS JAPAN BSJ廣播（471ch）音頻指南（旁白）[2]
- 本多知惠子與相橋愛子（日语：相橋愛子）的？ -a' la carte For you -（主持人）
- 魔法陣都市 由貴的生日派對（HiBiKi Radio Station，2010年9月10日－10月1日，全4回）

### 原聲視頻、電影
- TOKYO CITY  SHOUT篇（1991年）恭子[74]
- 魔法陣都市外傳 幕末暗婦始末記（1993年）闇雲那魅
- 犬刑事 INU-DEKA（1999年）[75]

### CD、錄音帶
- 魔法陣都市（闇雲那魅）
- 魔法陣都市外傳 幕末闇婦始末記（闇雲那魅）
- 電腦少女歌劇團（闇雲那魅）[76]
- 宇宙第一的無責任男（日语：宇宙一の無責任男）系列
  - 無責任艦長（艾莎琳）[77]
  - 嚴冬星球赫洛希利的叛亂
- （米莉安）
- （瑪莉亞）
- 大冒険 夢みる帝司に御用心}}（吉娜）[6]
- 白色重戰機（芬涅莉亞·阿姆）
- 機動戰士鋼彈·奧德賽（艾露比·普露、普露茲）
- 機動戰士鋼彈ZZ 鏡中的普露（艾露比·普露、普露茲）
- 星戰英豪 秘密的茶會派對（艾咪·哈瑞森）
- 少女漫畫CD 玩具箱'93（美朱（夢幻遊戲））
- 聖傳（乾闥婆王）
- 幸運女神 特典王（本田智惠子）
- 怪盜千面人
  - 怪盜千面人 SHINING STAR（大川詠心）
  - 怪盜千面人 （大川詠心）
- 星屑樂園（日语：星くずパラダイス）
  - 星屑樂園（美浦千里）
  - 星屑樂園2 ～寶船歌謠大全～（美浦千里）
  - 星屑樂園 STAR DUST MEMORY SERIES 4 悲傷的隆德（美浦千里）
- 八神君的家庭事情（日语：八神くんの家庭の事情）
  - 八神君的家庭事情（八神野美）
  - 八神君的家庭事情 PART2（八神野美／女神諾美）
  - 八神君的家庭事情 PART3（八神野美／無敵媽媽）
- 吉岡平（日语：吉岡平）世界（美貓）[78]
- Landreaall（日语：Landreaall）（五十四）
- Landreaall-2 七不思議（五十四）
- Landreaall-3 術祭（五十四）
- Landreaall （五十四）
- 我的羅密歐·我的茱麗葉（H安）
- （飯野惠）
- 馬法爾年代記2（日语：マヴァール年代記） 雪之帝冠（艾菲美雅）
- 被虐荒野（瓦雷莉）
- 6/17秀逗美眉（氷室那由）
- 緋色螺旋四重奏（日语：バーヴェリアン四重奏）（遠野京子）
- 魔討綺譚ZANKAN！（繭）
- STAY（奥範子）

### 綜藝節目
- （旁白）[2]
- 方鈴木（旁白）[2]
- 週一ENTErTAINMENT（日语：月曜エンタぁテイメント）（旁白）[79]

### 舞台
- 1984年10月 三百人劇場[80]
- 1985年3月 代代木PAO－飾演[18][81]

### 廣告旁白
- 銀作CORE（日语：銀座コア）[10]
- 學研[10]
- [10]
- 肯德基[10]
- 郵政省[10]
- 角川書店[3]
- [3]
- 兒玉別院心願寺[3]
- Pasco [3]
- 日本可口可樂 茶[3]
- 富士通將軍 [3]
- 日本IBM（日语：日本アイ・ビー・エム） HELP DESK教育[3]
- 小林製藥 消臭、新[3]
- Pz頻道[3]
- 電氣事業聯合會（日语：電気事業連合会）[3]

### CD-ROM
- EPSON·印表機CD-ROM擬人角色 [13]
- 聲優ROM 澤田愛美役 本多知惠子
- [3]

### 其它
- GTV（日语：GTV (ビデオマガジン)）（索菲、旁白）[10]
- GTV TV（バッテリー）
- 本多知惠子 VOICE ARTIST BOX精選輯（チエコ、歌唱）[82]
- （旁白）[3]
- 早見優（旁白）[10]
- 無責任艦長 電話8585（主持人）[3]
- 金融廣報中央委員會 冒（凱薩琳公主）
- 東武世界廣場吉祥物（舞夢／）

## 腳註

## 外部連結
- 本多知惠子｜青二Production （日語）
- Chieko Honda Official Blog （页面存档备份，存于） （日語）－本多知惠子的官方個人部落格（2012年12月31日最終更新）。